# Ruby Lin
Ruby Lin Xinru (Taipei, 27 gennaio 1976) è un'attrice taiwanese.

## Biografia
Ruby Lin è un'attrice taiwanese, cantante e produttore. Il suo nome inglese è dall'amore della madre per il rubino (ruby in inglese). È una delle attrici cinesi più apprezzate in Cina.
Dalla sua istituzione nel 2010, la Ruby Lin Studios ha prodotto con successo diversi acclamato telefilm.

## Filmografia completa
- 2021 Miss Andy
- 2017 The Devotion of Suspect X
- 2016 The Precipice Game
- 2016 Phantom of the Theatre
- 2015 The Wonderful Wedding
- 2014 The House That Never Dies
- 2014 Sweet Alibis
- 2013 My Lucky Star
- 2013 The Haunted House
- 2012 Blood Stained Shoes
- 2011 Fallen City
- 2010 Driverless
- 2010 You deserved to be Single
- 2009 Sofie's Revenge
- 2009 Evening or Roses
- 2005 Killing two birds with one stone
- 2004 Love Trilogy
- 2002 Life Express
- 2002 Dragon's Love
- 2001 China Strike Force
- 2001 Comic King
- 2000 Winner takes All
- 2000 The Mirror
- 2000 The Matter of Time
- 1999 Bad Girl Trilogy
- 1999 My Wishes
- 1995 School Days

## Televisione
- Light the Night (2021)
- The Arc of Life (2021)
- The Victims' Game (2020)
- I, Myself (2020)
- National Treasure (2019)
- Endless Love (2019)
- My Dear Boy (2017)
- Singing All Along (2016)
- Magical Space-time (2016)
- Monopoly Exposure (2014)
- The Way We Were (2014)
- Young Sherlock (2014)
- Flowers and Mists (2013) - Guest star
- The Patriot Yue Fei (2013)
- Monopoly Exposure (2012)
- Ma Zu (2012)- Guest star
- Drama Go Go Go (2012)
- The Glamorous Imperial Concubine (2011)
- New princess pearl (2011) - Guest star
- Meiren xinji (2010)
- Three Kingdoms (2010)
- Love in Sun Moon Lake (2009)
- The Legend and the Hero II (2009)
- Su DongPo (2009) - Guest star
- Ancestral Temple (2007)
- Da Li Princess (2006)
- Star Boulevard (2006)
- Sound of Colors (2006)
- Paris Sonata (2006)
- Magic Touch of Fate (2005)
- Amor de Tarapaca (2004)
- Flying Daggers (2003)
- Boy and Girl (2003)
- Half Life Fate (2003)
- Only-You (2002)
- Taiji Prodigy (2002) - Guest star
- The Chor Lau Heung (2002)
- Wulung Prince (2002) - Guest star
- Romance in the Rain (2001)
- Duke of Mount Deer (2001)
- The Legend of Master (2000)
- Princess Pearl II (1999)
- Food Glorious Food (1999)
- Magic Chef (1998)
- Princess Pearl (1998)
- Last Tango in Shanghai (1997)
- New Justice Bao: Plum Flower Thief (1997)
- An emergency Mission (1997)
- Asian Flower Bud (1996)
- Angel's Dust (1996)
- Taiwan Mysterious Affairs (1996)
- The Root (1996)
- Story Of Dragon Dynasty (1996)
- Taiwan Heavy Case Records (1995)

## Teatro
- Sweet Sweet Love (2010)

## Premi e candidature
- Beijing Student Film Festival
  - 2004: Nomination - Attrice preferita per Love Trilogy (2004)
- China Huading Film Festival
  - 2011: Vinto - Migliore attrice non protagonista per Sofie's Revenge (2009)
  - 2012: Nomination - Migliore attrice protagonista per The Glamorous Imperial Concubine (2011)
- Shanghai International Film Festival
  - 2010: Nomination - Press Prize-Most Attractvie Actress per You deserved to be Single (2010)
- Seoul International Drama Awards
  - 2010: Vinto - Attrice preferita per Schemes of a Beauty
- Golden Bell Awards
  - 2015: Nomination - Migliore attrice protagonista per "The Way We Were"  (2014)
- Asian Television Awards (AFA)
  - 2015: Nomination - Migliore attrice protagonista per "The Way We Were"  (2014)